# Bart's Inner Child
"Bart's Inner Child" är avsnitt sju av säsong fem av Simpsons. Avsnittet sändes på Fox i USA den 11 november 1993. I avsnittet inser Marge att hon inte bara gnäller och aldrig har kul och tar hjälp av Brad Goodman. Goodman uppmanar sen hela Springfield göra som Bart, de ska göra vad de känner för. Bart börjar bli irriterad på att alla är som han och efter festivalen för du ska göra vad du känner för urartar slutar staden att göra som Bart. Avsnittet skrevs av George Meyer och regisserades av Bob Anderson. Albert Brooks medverkar som Brad Goodman som baserades på John Bradshaw. James Brown medverkar som sig själv och sjunger "I Got You (I Feel Good)". Under 2006 placerades Brooks som den bästa gästskådespelaren i seriens historia i en lista av IGN. Marcia Wallace medverkar också som Edna Krabappel och Phil Hartman som Troy McClure.

## Handling
Homer ser en annons i tidningen om en gratis studsmatta. Homer kör iväg med bilen till adressen och hämtar studsmattan som tillhör Krusty the Clown. Bart och Lisa börjar tillsammans med Homer hoppas på studsmattan i flera timmar. Homer får en idé och tänker öppna en nöjespark i trädgården. Homer börjar sin verksamhet och tar betalt för att andra ska hoppa på studsmattan. Flera av besökarna börjar skada sig då de hoppar  på studsmattan och Marge tvingar Homer att göra sig av med den. Homer försöker lämna tillbaka den till Krusty och sen kasta ut den för en klippa men lyckas inte. Bart låter då Homer kedja fast studsmattan med ett cykellås och den stjäls nu.
Homer och Marge ligger i sängen där Homer berättar för Marge att hon hade rätt att studsmattan var ett misstag men han vågar prova nya saker. Marge frågar sen barnen om de tycker hon är tråkiga och de håller med. Marge åker iväg till Patty och Selma där de ser en infomercial med Brad Goodman. Marge och Homer kollar sen tillsammans på en video med Brad Goodman och de två börjar bättre komma överens. De bestämmer sig för att hela familjen ska gå på hans föreläsning i Springfield för att få Bart att bli lugnare. Under föreläsningen stör Bart den och Goodman skickar upp honom på scenen där han förklarar varför han vill lämna den och han säger att han gjorde det för han ville det. Goodman gillar det och uppmanar hela staden att göra som de vill. Bart gillar inte att alla beter sig som honom och Lisa berättar för honom att han förlorat sin identitet.
Staden har en festival för att hylla att man ska göra vad man känner för. James Brown uppträder där och orkesterscenen faller i bitar för att den inte var ordentlig skruvad. Eftersom snickaren inte kände för det blir Marge upprörd och då pariserhjulet lämnar sitt fäste och börjar åka iväg blir allt fler upprörda och det blir ett upplopp. Då de inser att Bart startade allt börjar de jaga honom, men då han med hjälp av Homer lyckas fly slutar de jaga dem. Familjen är hemma och funderar över vad som gick fel. Homer säger att Bart borde vara en bättre förebild, Marge säger att självförbättring är bäst till människor som bor i storstäderna, Lisa säger att  självförbättring får man genom hårt arbete och inte som en snabb lösning. Homer drar slutsatsen att de alla är bra som de är och familjen börjar titta på TV.

## Produktion
"Bart's Inner Child" skrevs av George Meyer och regisserades av Bob Anderson. Avsnittet var det första som Anderson regisserade för  Simpsons. Meyer fick idén till avsnittet då han själv skulle gå på terapi. Albert Brooks medverkar i avsnittet som Brad Goodman. Det var Brooks tredje medverkan i serien. David Mirkin har beskrivit Brooks som jobbig att arbeta med eftersom han vill vara felfri. Han blandar manuset med eget material vilket gör att det är svårt att ta med replikerna som ska in i avsnittet. Goodman baseras på John Bradshaw,
James Brown medverkar som sig själv och sjunger låten "I Got You (I Feel Good)". Brown har beskrivit avsnittet som bra, ren och humor, något som vi behöver mera av. Enligt Mirkin gillar författarna att ge gästskådespelare repliker som låter de kommer från dem själva. De visste att inte Brown är en skådespelare så de fick skriva en replik som låter roligt då den kommer från honom. I bokenPlanet Simpson har Chris Turner beskrivits James Browns medverkar som en av de roligaste topparna och är en beskrivning på att de tog med kändisar utan att ha påpekat deras berömdhet. Marcia Wallace medverkar också som Edna Krabappel och Phil Hartman som Troy McClure.

## Kulturella referenser
Scenen med skakade barn från studsmatta är en referens till Borta med vinden. Scenen då Homer försöker kasta ner studsmatta från en klippa är en referens till Gråben och Hjulben. I kyrkan spelar pastor Lovejoy, "The Entertainer" på orgeln.

## Mottagande
Avsnittet hamnade på plats 40 över mest sedda program med en Nielsen Ratings på 11.8 och sågs av 11,12 miljoner hushåll och var det mest sedda på Fox i veckan. Under 2006 placerades Albert Brooks som den bästa gästskådespelare i seriens historia hos IGN som beskriver hans kapacitet med unika karaktärer. I boken Planet Simpson har Chris Turner har hyllat Brooks framträdande och han skapande en tidlös Simpsons-figur.
Hos MSNBC har Patrick Enwright placerat avsnittet på plats nio över bästa avsnittet under 2007. Han har beskrivit avsnittet som ett briljant grillspett av new-age självhjälp-gurus och har smarta referenser till pop-kulturella. I boken I Can't Believe It's a Bigger and Better Updated Unofficial Simpsons Guide har Warren Martyn och Adrian Wood beskrivit avsnittet som bisarrt och alla har en bra tid. På DVD Movie Guide har Colin Jacobson skrivit att avsnittet är en certifierad klassiker, barnen hånar självhjälp, det finns en massor av smarta studenter och ett stort avsnitt. Den som arbetar inom psykologi har svårt att avstå från avsnittet. Patrick Bromley på DVD Verdict har gett avsnittet betyg B+ och sagt att Homers kamp med studsmattan var den bästa delen. Turner har beskrivit referens till Gråben och Hjulben som en av seriens bästa hyllningar till Warners tecknade filmer. Bill Gibron på DVD Talk har gett avsnittet betyg 4,5 av 5.